# Edifício Andraus
Das Edifício Andraus (von portugiesisch Edifício, von lateinisch aedificium: „Gehöft, Gebäude, Bauwerk“) ist ein 115 Meter hohes Hochhaus mit 32 Stockwerken in São Paulo, Brasilien, das 1962 fertiggestellt wurde. Am 24. Februar 1972 brach in diesem Gebäude ein Großbrand aus, dem 16 Personen zum Opfer fielen, darunter die Henkel-Mitarbeiter Paul Jürgen Pondorf und Ottmar Flick. 330 Personen wurden verletzt. Zwei Jahre später brannte, ebenfalls in São Paulo, das Edifício Joelma.